# Aeroportul Boundiali
Aeroportul Boundiali (IATA: BXI, ICAO: DIBI) este un aeroport din Coasta de Fildeș ce deservește zona Boundiali. A fost numit după zona deservită.
Situat la o altitudine de 398 m, aeroportul dispune de o singură pistă.